# Parapagurus nudus
Parapagurus nudus är en kräftdjursart som först beskrevs av Alphonse Milne-Edwards 1891.  Parapagurus nudus ingår i släktet Parapagurus och familjen Parapaguridae. Inga underarter finns listade i Catalogue of Life.